# Toni Müller
Toni Müller (* 11. Mai 1984 in Zweisimmen) ist ein Schweizer Curler aus Frutigen.

## Karriere
Toni Müller begann in der Jugend beim Curling Club Lenk. Seinen ersten grossen internationalen Erfolg im Curling feierte er mit 20 Jahren, als er bei der Curling-Juniorenweltmeisterschaft 2004 in Kanada mit dem Team um Reto Jetzer hinter Schweden die Silbermedaille errang. Im Jahr darauf war er Skip des Teams des CC Lenk, das die Schweizer Junioren-Meisterschaft gewann. Bei der Junioren-WM in Italien vertraten sie die Schweiz und erreichten den geteilten 5. Platz.
Bei der Curling-Europameisterschaft 2007 in Füssen war er Skip des Schweizer Seniorenteams mit Ralph Stöckli als erfahrenem Ersatz. Nach der Play-off-Niederlage gegen Schottland belegten sie Platz 4. Bei der Weltmeisterschaft in den USA war er Ersatz. Die Schweiz belegte unter den 12 Teilnehmern den vorletzten Platz. Im Jahr darauf trat er nicht bei der EM an, und bei der WM in Kanada erreichte das Team mit ihm als Ersatzspieler wieder einen 4. Platz.
Die grössten persönlichen Erfolge hatte Toni Müller im Mixed zusammen mit Irene Schori, mit der er 2008 und 2009 zweimal in Folge die Curling-Mixed-Doubles-Weltmeisterschaft gewann. Es waren die ersten beiden Austragungen einer Mixed-WM. Bei ihrem dritten und letzten gemeinsamen Auftreten bei der WM 2010 schieden die beiden im Viertelfinal aus.
Seine erste Teammedaille gewann Müller bei der Curling-Europameisterschaft 2009 im schottischen Aberdeen. Er war diesmal Ersatz im von Ralph Stöckli geleiteten Team. Im Final unterlag die Schweiz dem schwedischen Team um Skip Niklas Edin im 11. End und holte Silber. Beim Olympiawettbewerb in Vancouver in derselben Saison trat wieder dasselbe Team um Stöckli an und erreichte erneut den Bronzerang.
Im Jahr darauf war er bei der Europameisterschaft in Champéry erneut Ersatz im Schweizer Team, diesmal bei Christof Schwaller. Bei der Heim-EM gewann man die Bronzemedaille. Bei der Weltmeisterschaft 2011 war er nicht dabei, weil er eine Ausbildung an der Polizeischule begonnen hatte. Danach kam er noch einmal bei der Heim-Weltmeisterschaft 2012 zum Einsatz. Beim Turnier in Basel war er erstmals Lead im Team von Jan Hauser, das vom Grasshopper Club Zürich extra im Hinblick auf die Olympischen Spiele 2014 zusammengestellt worden war. Nach einem enttäuschenden Abschneiden wurde Müller im letzten Spiel ausgewechselt. Die Schweiz belegte in der Endabrechnung Platz 9.
Toni Müller ist von Beruf Landjäger (Dorfpolizist) im Berner Oberland. Er ist verheiratet mit der Curlerin Carmen Schäfer.